# 摂動角相関法

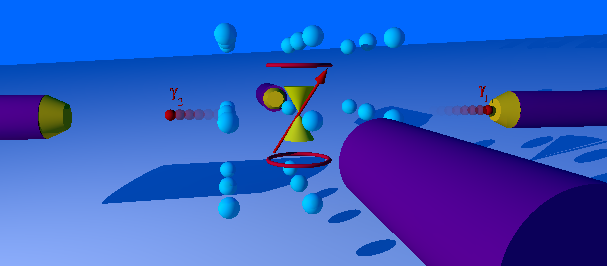
結晶格子中の原子核プローブ

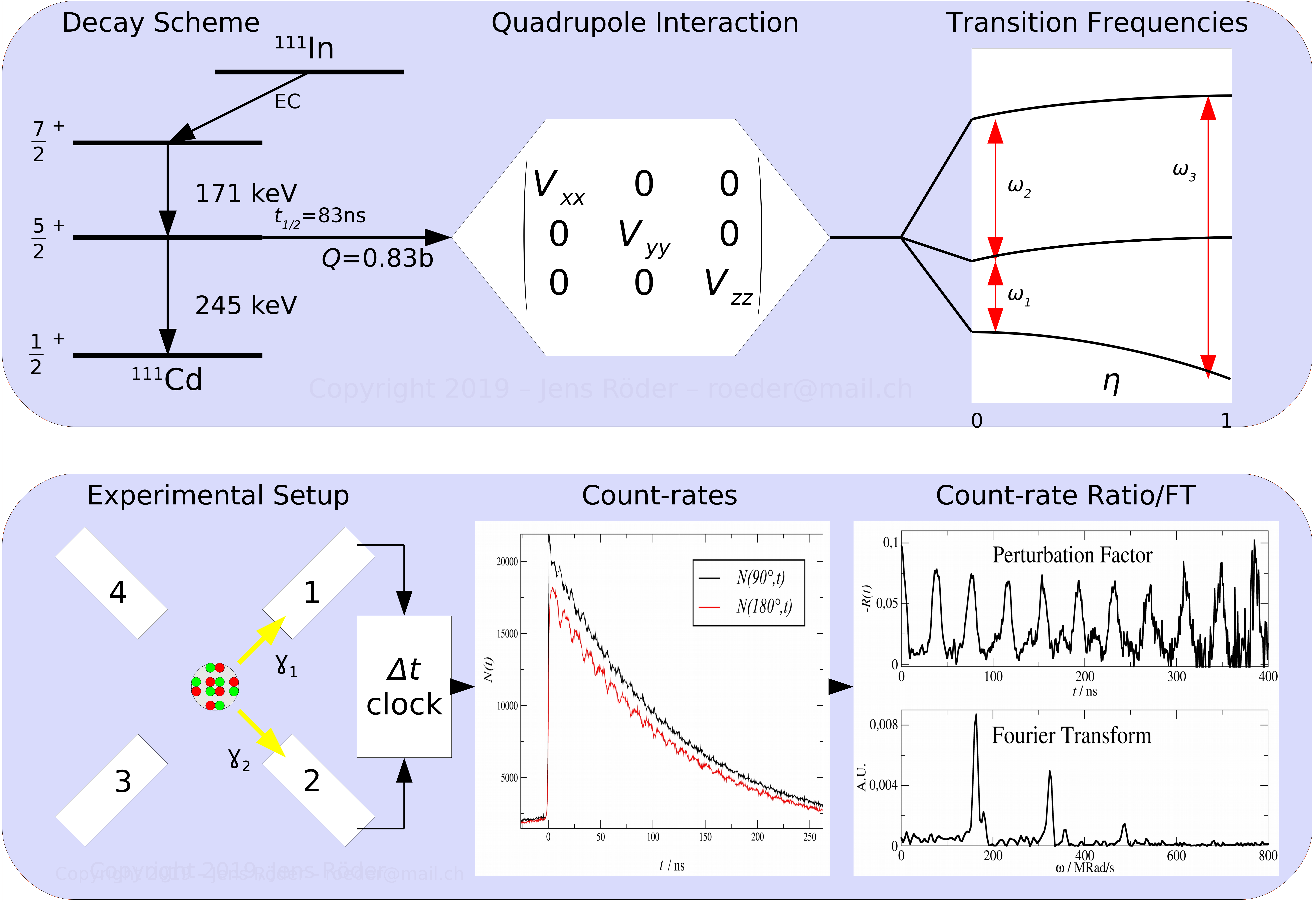
Schema of PAC-Spectroscopy

摂動角相関法（せつどうかくそうかんほう、Perturbed Angular Correlation spectroscopy、PAC）は、結晶構造中の磁場と電場を測定できる原子核固体物理学の手法である。この手法では、電場勾配や磁場中のラーモア周波数、動的効果が決定される。1回の測定に必要な放射性同位体の原子は極少量（1010～1012個）であり、拡散、磁性、相転移、局所構造における物質特性を非常に高感度に調べることができる。摂動角相関法は核磁気共鳴やメスバウアー効果に類似している手法だが、超高温でもシグナルの減衰が見られないという利点がある。
時間微分型(Time differential)と時間積分型(Time integral)の２つの方法があるが、今日では、時間微分型摂動角相関法（TDPAC）のみが使用されている。

## 歴史と発展

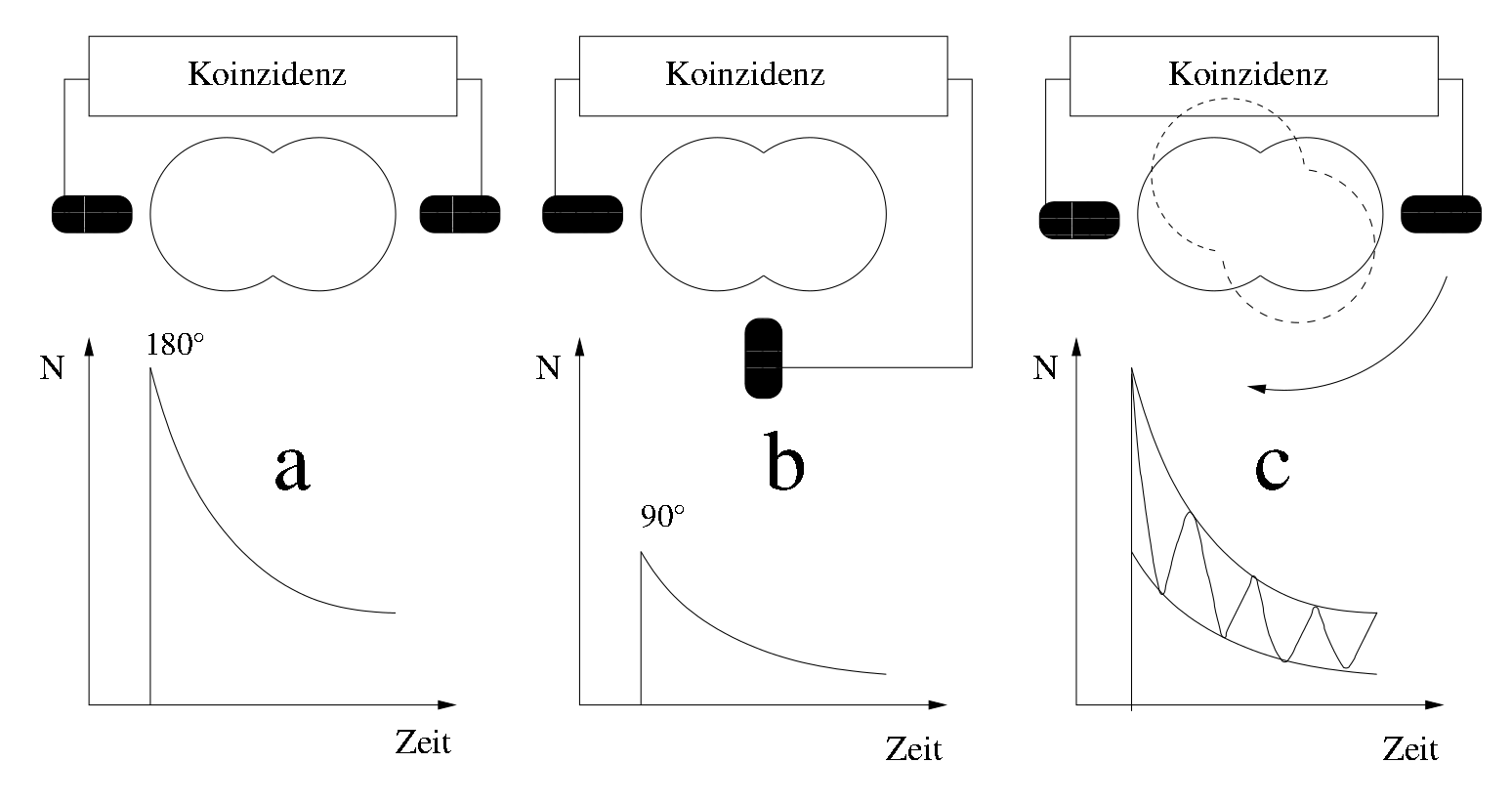
コインシデンス測定の簡易図

PACは、1940年のDonald R. Hamiltonによる理論的研究にさかのぼる。最初に成功した実験は1947年にBradyとDeutschによって行われた。これらの最初のPAC実験は、基本的に核スピンのスピンとパリティを求めるために用いられた。しかし、電場や磁場が核モーメントと相互作用することは早くから認識されており 、核固体分光法という新しい物質研究の基礎を提供した。
摂動角相関の理論は一歩一歩発展していった。1953年にAbragamとPoundが核外場を含むPACの理論を発表した後 、PACを用いた多くの研究が行われた。1960年代と1970年代には、PAC実験への関心が急激に高まり、主にプローブ原子核を導入した結晶中の磁場と電場に焦点が当てられた。1960年代半ばにはイオン注入が開発され、試料作製に新たな機会がもたらされた。1970年代の急速なエレクトロニクスの発展は、信号処理に大きな進歩をもたらした。1980年代から現在に至るまで、PACは、半導体材料、金属間化合物、表面、界面の研究など、材料の研究と特性評価のための重要な手法として台頭し、生化学の分野でも数多くの応用例が登場している。
2008年頃まで、PAC装置は1970年代の従来の高周波エレクトロニクスを使用していたが、2008年、Christian HerdenとJens Röderらは、広範なデータ解析と複数のプローブの並列使用を可能にする、初の完全にデジタル化されたPAC装置を開発した。その後、複製やさらなる開発が行われた。

## 測定原理

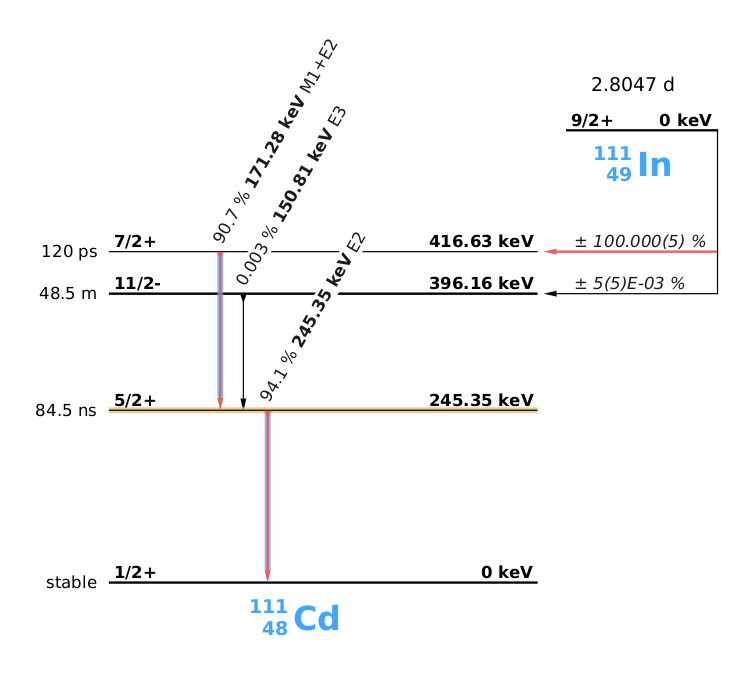
^{111}In → ^{111}Cdの壊変図式

PACは、111In(→111Cd)のような、減衰時間が2nsから約10μsの中間状態を持つ放射性プローブを使用する。電子捕獲（EC）により、インジウムはカドミウムに壊変する。壊変直後、111Cd原子核の大部分は7/2+核スピン励起状態にあり、11/2-核スピン励起状態はごくわずかである。7/2+励起状態は、171keVのガンマ線を放出し5/2+中間状態に遷移する。この中間状態の寿命は84.5ナノ秒である。この状態は、245keVのガンマ線放出によって1/2+基底状態に遷移する。PACは両方のガンマ線を検出し、最初のガンマ線をスタートシグナル、2番目のガンマ線をストップシグナルとして扱う。

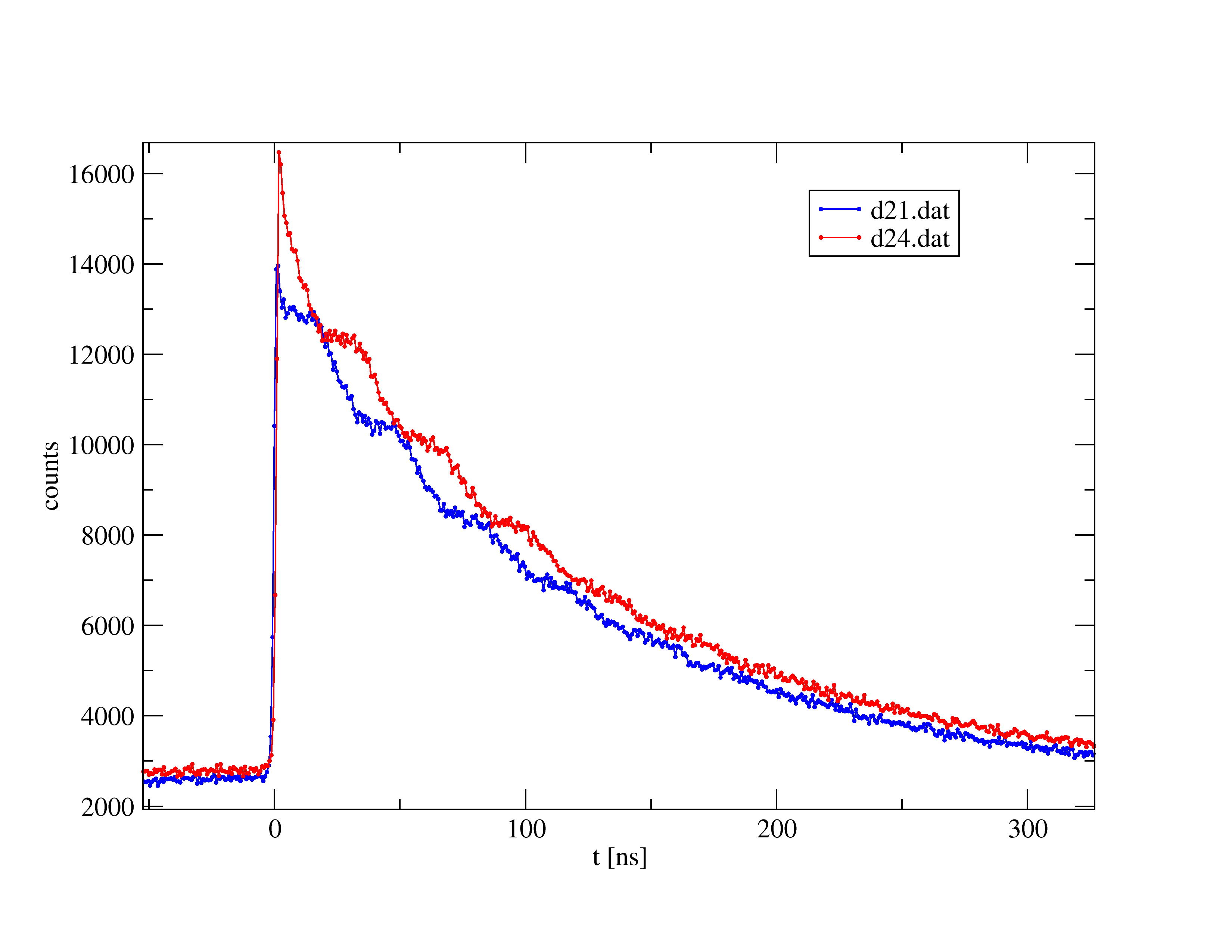
摂動現象を示す90° and 180°スペクトル

ここで、各イベントのスタートとストップの間の時間を測定する。スタートとストップのペアが見つかった場合、これを同時計数(coincidence)と呼ぶ。中間状態は放射性壊変の法則に従って基底状態に遷移するため、同時計数のカウントを時間に対してプロットすると、中間状態の寿命を示す指数曲線が得られる。この遷移において、原子核の本質的な性質である、2番目のガンマ線の非球対称な放射が現れる。これを「角相関」という。この角度異方性は、周囲の電場や磁場と相互作用し（超微細相互作用）周期的な乱れ（摂動）を受ける。右のスペクトルは、2つの検出器（互いに90°の位置と180°の位置にある検出器のペア）の指数関数的減衰に対する、摂動の波動パターンを示している。両検出器の波形は互いにずれている。非常に簡単に言えば、固定された観測者が、光強度が周期的に明るくなったり暗くなったりする灯台を見ていると想像することができる。これに対応して、検出器の配置（通常、平面90°配置の4つの検出器、または八面体配置の6つの検出器）は、MHzからGHzのオーダーで原子核の回転を「見る」のである。

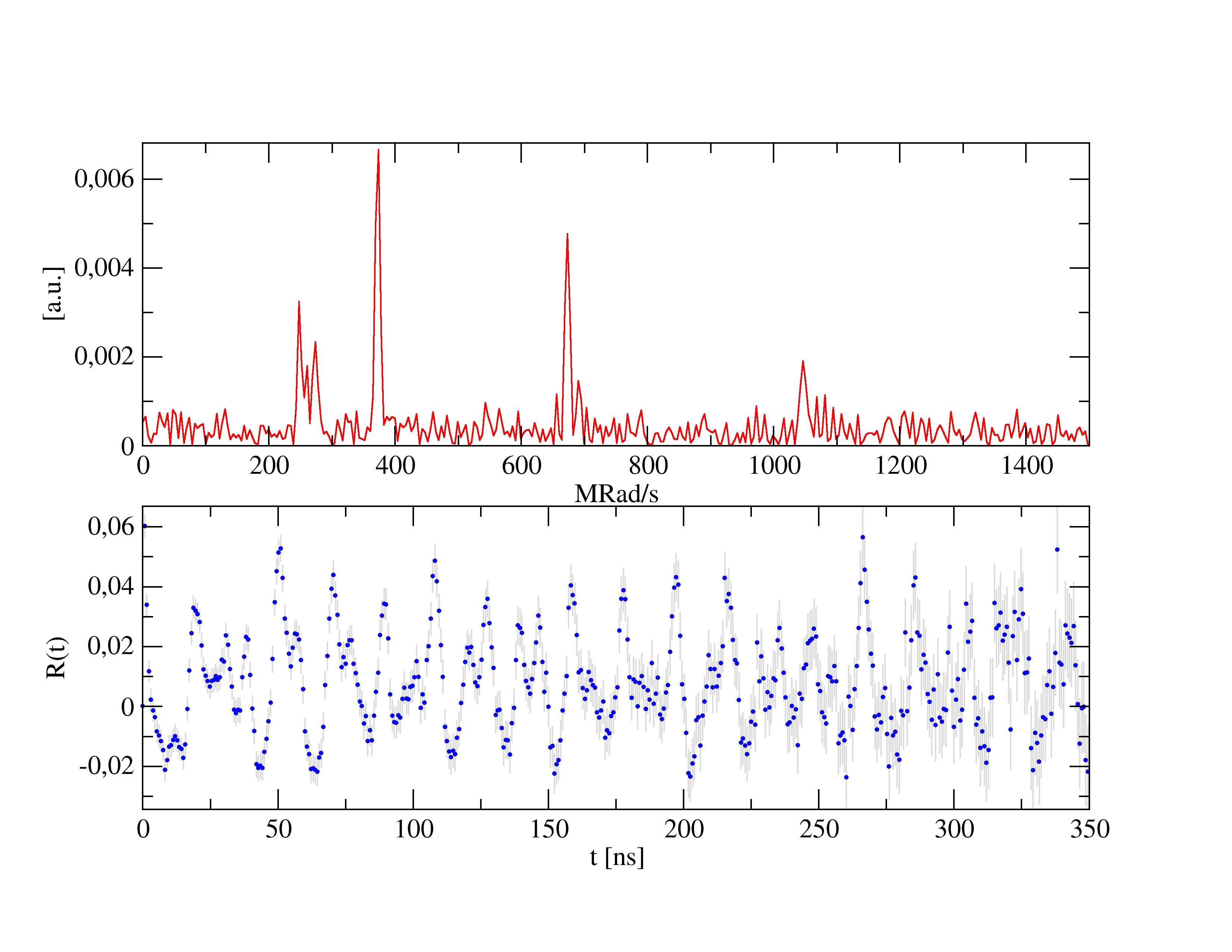
下図: PACスペクトル、 上図: PACスペクトルのフーリエ変換

検出器の数nに応じて、個々のスペクトルの数はn(n-1)となり、n=4の場合は12、n=6の場合は30となります。90°と180°の単スペクトルで指数関数を互いにキャンセルし、純粋な摂動関数をPACスペクトルとして算出する。フーリエ変換を行うと、周波数がピークとして得られる。
同時計数比{\displaystyle R(t)}は単スペクトルを用いて得られる：
{\displaystyle R(t)=2{\frac {W(180^{\circ },t)-W(90^{\circ },t)}{W(180^{\circ },t)+2W(90^{\circ },t)}}}
中間状態のスピンによって、異なる数の遷移周波数が現れる。5/2スピンでは、3つの遷移周波数がω1+ω2=ω3の比率で観測される。原則として、3つの周波数の異なる組み合わせが、単位格子の各サイトで観察される。

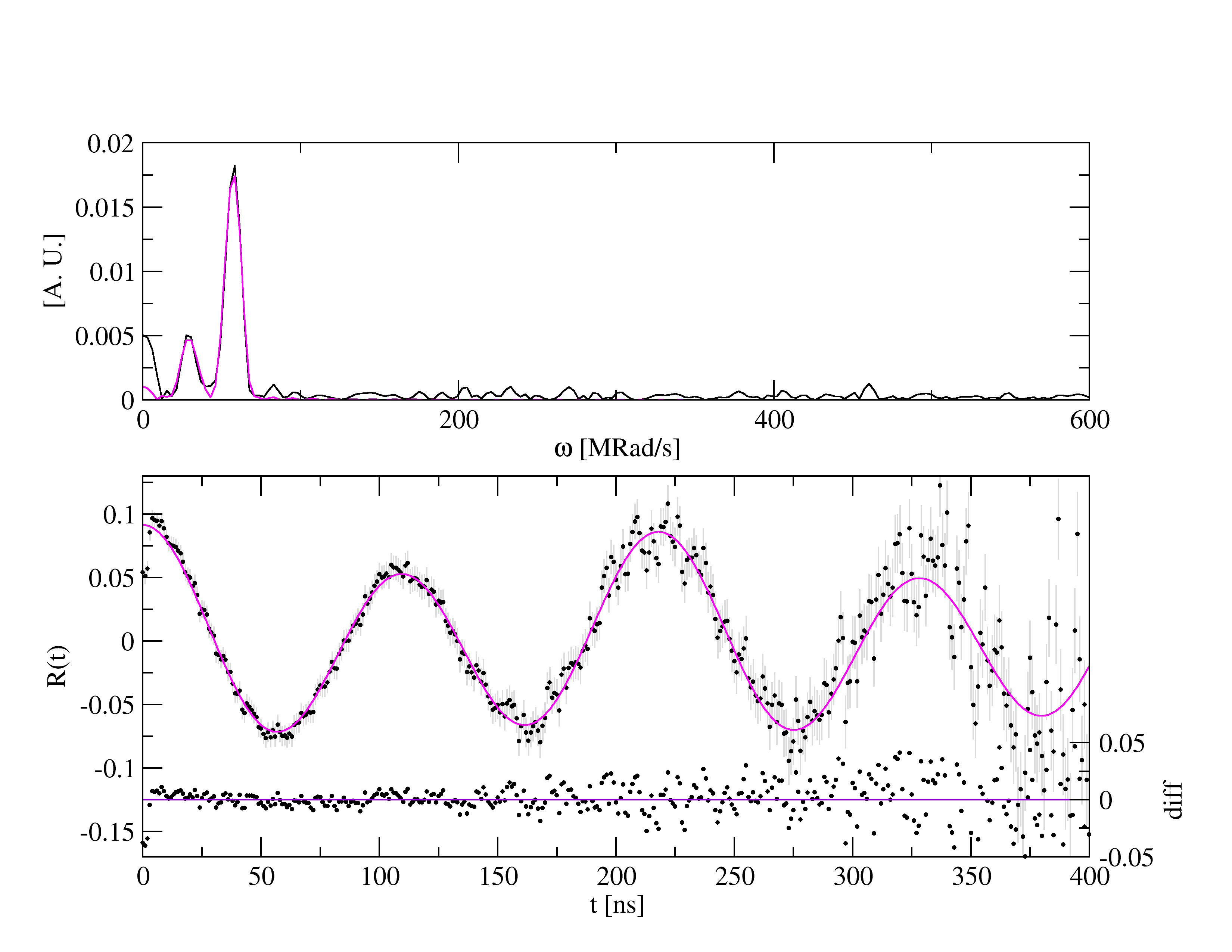
酸化亜鉛単結晶のPACスペクトルとそのフィッティング曲線

PACは統計的手法である：各放射性プローブ原子はそれぞれの環境に置かれる。結晶では、原子やイオンの配列が規則的であるため、環境は同一か非常に類似している。そのため、同一の格子サイト上にあるプローブは、同じ超微細場や磁場を経験し、PACスペクトルとして測定できる。一方、アモルファス物質のように非常に異なる環境にあるプローブの場合、通常、広い周波数分布が観察され、PACスペクトルは周波数応答がなく平坦に見える。単結晶の場合、検出器に対する結晶の配向によって、酸化亜鉛（ZnO）のPACスペクトルの例に見られるように、特定の遷移周波数が減少したり消滅したりすることがある。

## 機器のセットアップ

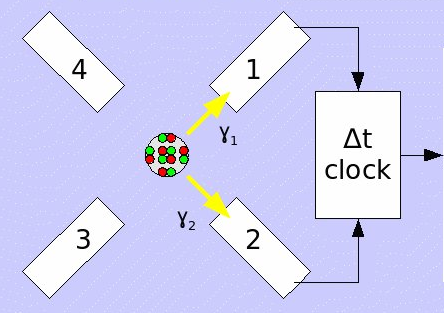
プローブを囲む検出器のセットアップ

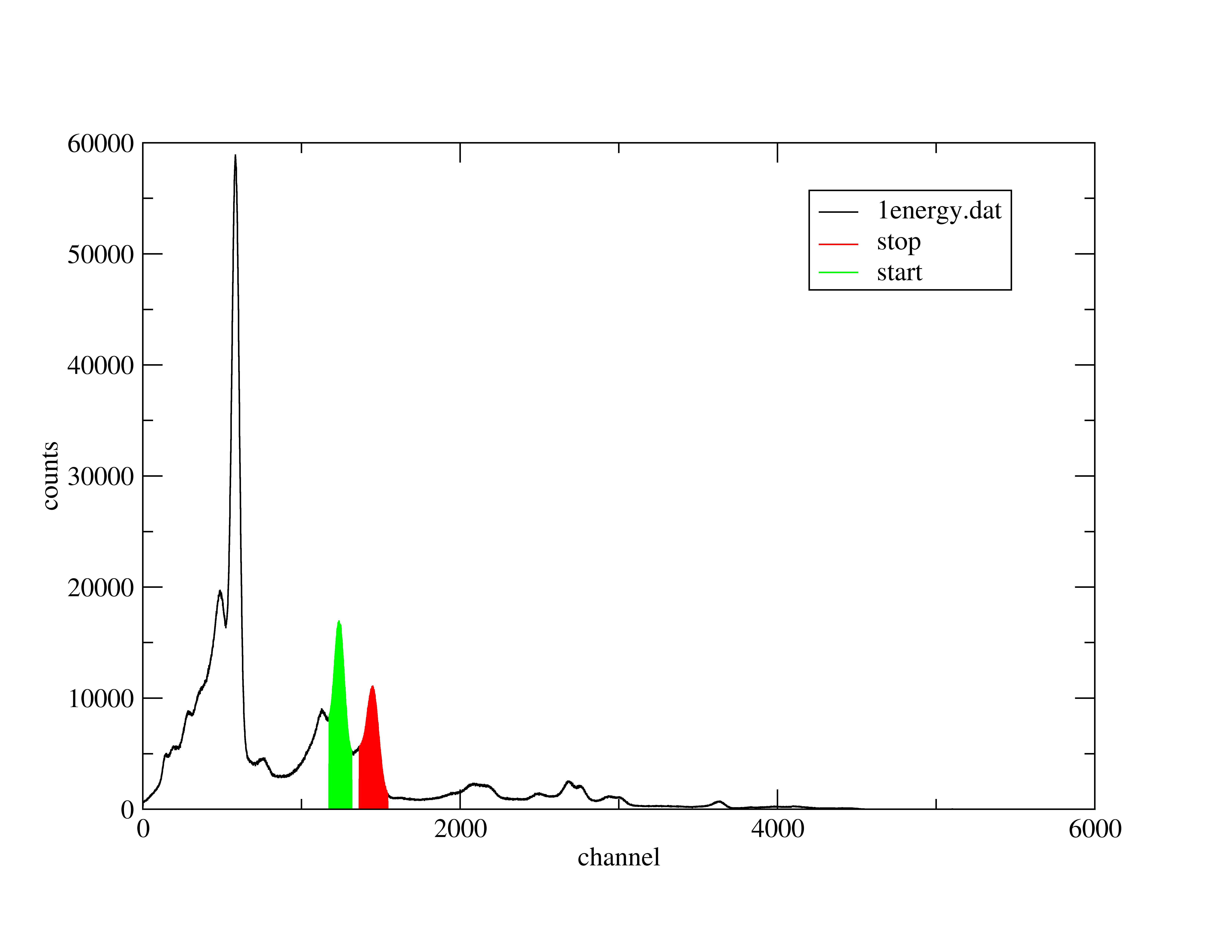
^{149}Gdのエネルギースペクトルと、スタートとストップのエネルギー窓

典型的なPAC分光装置では、90°方向および180°方向の平面に配列された4台の検出器、または6つの八面体方向に配列された6台の検出器のセットアップが用いられる。使用される検出器はBaF2またはNaIのシンチレーション結晶である。最近の装置では、LaBr3:CeやCeBr3が使用される。光電子増倍管は、ガンマ線によってシンチレータ内で発生した微弱な信号を電気信号に変換する。古典的な装置では、これらの信号は増幅され、異なる検出器の組み合わせ（4つの検出器の場合：12、13、14、21、23、24、31、32、34、41、42、43）に割り当てられた時間窓と組み合わせて論理AND/OR回路で処理され、カウントされる。従来の装置では、処理前にそれぞれのガンマ線エネルギーを制限する「窓」を設定する必要があったが、デジタルPACでは測定記録中にその必要はない。最新のデジタル分光装置は、デジタイザーカードを使用し、信号を直接エネルギーと時間の値に変換してハードディスクに保存する。その後、ソフトウェアで一致するものを検索する。複雑なカスケードを持つプローブの場合、これによってデータの最適化を行ったり、複数のカスケードを並行して評価したり、異なるプローブを同時に測定したりすることが可能になる。その結果、1回の測定で得られるデータ量は60～300GBになる。

## 試料となる材料
実験の材料（試料）としては、原則として、固体および液体となりうるすべての物質が対象となる。実験の目的や内容によって、一定の限定条件がある。明確な摂動周波数を観測するためには、統計的手法により、プローブ原子の少なくない割合が同じような環境にあり、例えば同じ電場勾配を経験していることが必要である。さらに、スタートとストップの間の時間窓（中間寿命のおよそ5倍）の間、電場勾配の方向は変化してはならない。液体中では、プローブがタンパク質のような大きな分子と複合していない限り、頻繁な衝突が起こり周波数を観察することはできない。タンパク質やペプチドを含む試料は、通常、測定精度を向上させるために凍結される。
PACで最も研究されている材料は、半導体、金属、絶縁体、各種機能性材料などの固体である。調査においては、これらは通常結晶性を持つ。アモルファス材料は高度な秩序構造を持たない。しかし、それらは近似しており、PAC分光法では幅広い周波数分布として見ることができる。ナノ材料は、結晶性のコアとアモルファス構造のシェルを持つ。これはコアシェルモデルと呼ばれる。ナノ粒子が小さくなればなるほど、このアモルファス部分の体積分率が大きくなる。PAC測定では、結晶性周波数成分の振幅の減少として現れる。

## 試料の準備
測定に必要なPAC同位体の量は、約100億から1兆個の原子（1010-1012）である。適切な量は同位体の特性によって決まる。1010個の原子は非常に少量である。比較のため、1molには約6.022x1023個の原子が含まれている。1立方センチメートルのベリリウムに1012個の原子が導入されたとき、濃度は約8 nmol/L（nmol＝10-9mol）となる。試料の放射能はそれぞれの同位体の許容限度のオーダーで0.1 - 5 MBqである。
PAC同位体をどのように試料に導入するかは、実験者と技術的可能性に依る。以下の方法が一般的である：

### インプランテーション

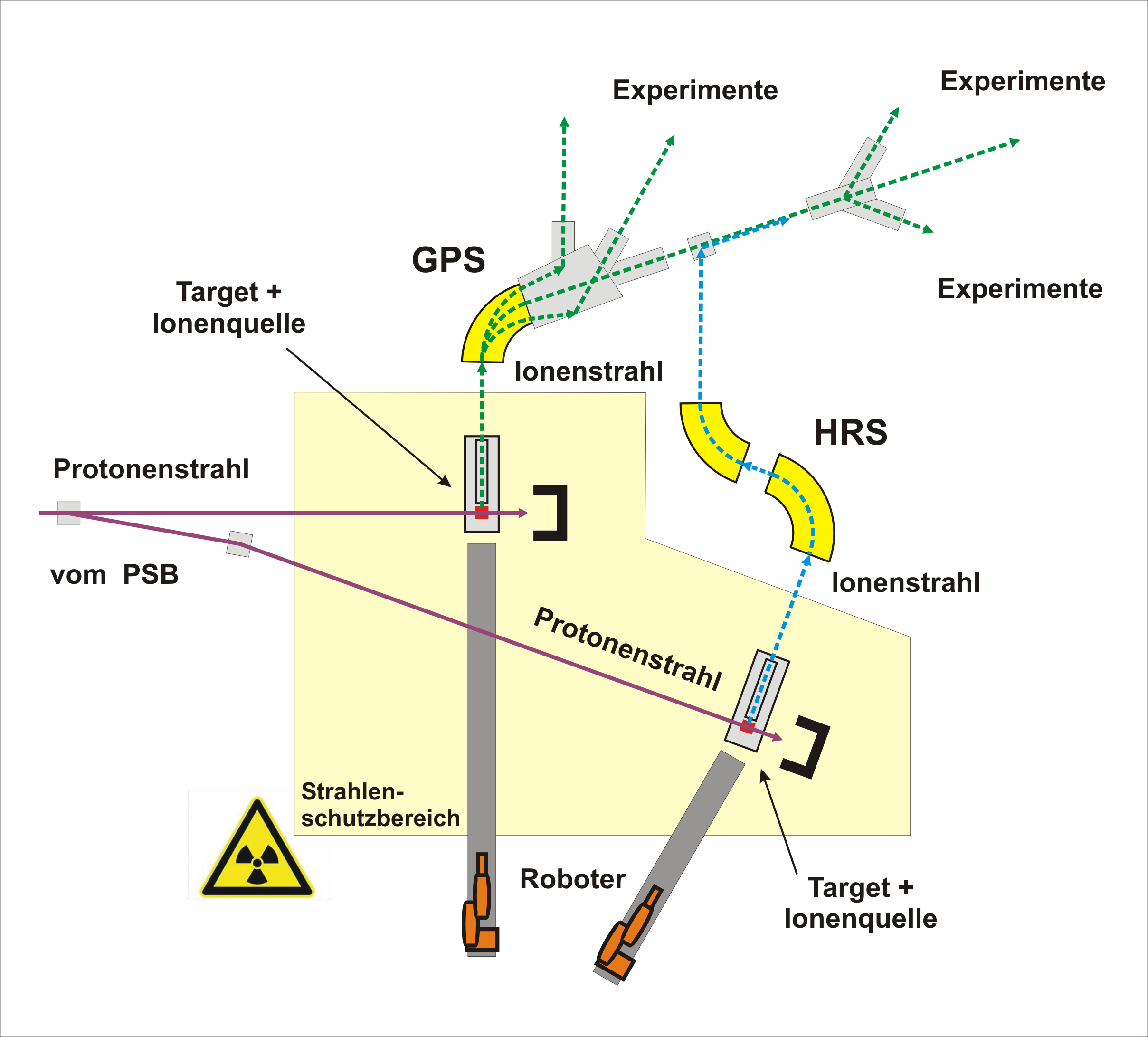
CERNのISOLDE(Isotope Separator On Line DEvice)の模式図。陽子シンクロトロンの陽子ビームは、標的の放射性原子核の核分裂によって生成される。これらはイオン源でイオン化され、加速され、GPS(General Purpose Separator)やHRS (High Resolution Separator)のような磁気マスセパレーターによって分離される。

インプランテーションでは、放射性イオンビームが生成され、試料材料に照射される。イオンの運動エネルギー（1-500 keV）により、イオンは結晶格子内に飛び込み、衝撃によって減速される。イオンは格子間サイトで停止するか、格子原子を押し出して置換する。これは結晶構造の乱れにつながる。これらの無秩序状態はPACで調べることができる。調温することで、秩序状態は回復する。一方、結晶中の放射線欠陥とその格子回復を調べる場合は、未焼成の試料を測定し、段階的にアニールを行う。
インプランテーションは、配列が均一(well-defined)な試料を作ることができるため、通常選択される方法である。

### 蒸着
真空中では、PACプローブを試料上に蒸着させることができる。放射性プローブをホットプレートまたはフィラメントに当て、蒸発温度まで昇温させ、反対側の試料上で凝縮させる。この方法では、表面を調べることができる。さらに、他の材料を蒸着させることで、界面を作り出すことができる。これらの界面は、焼成中にPACによって調べることができ、その変化を観察することができる。同様に、PACプローブはプラズマを利用したスパッタリングにも転用できる。

### 拡散
拡散法では、通常、放射性プローブを溶媒で希釈して試料に塗布し、乾燥させた後、加熱して試料中に拡散させる。放射性プローブを含む溶液は、他の物質が試料中に拡散して測定結果に影響を及ぼす可能性があるため、できるだけ純粋であることが望ましい。試料は十分に希釈されている必要がある。そのため、拡散プロセスは、均一な分布または十分な浸透深度が得られるように計画されるべきである。

### 合成中の添加
PACプローブは、試料中で最も均一な分布を得るために、試料の合成中に添加することもできる。この方法は、例えば、PACプローブが材料中でほとんど拡散せず、粒界に高い濃度が予想される場合に特に適している。PACでは非常に小さな試料（約5 mm）しか必要としないため、マイクロリアクターを使用することができる。理想的には、プローブはゾルゲル法の液相またはその後の前駆相のひとつに添加される。

### 中性子放射化
中性子放射化では、中性子捕獲によって試料物質の元素のごく一部を目的とするPACプローブまたはその親同位体に変換することにより、試料物質からプローブを直接準備する。インプランテーションと同様に、放射線損傷は回復しなければならない。この方法は、中性子捕獲PACプローブを作ることができる元素を含む試料物質に限定される。さらに、放射化する元素を選択的に試料に導入できる。例えば、ハフニウムは中性子に対する捕獲断面積が大きいので、放射化に非常に適している。

### 核反応
まれに、高エネルギーの素粒子や陽子による衝突によって原子核がPACプローブに変換される直接核反応が使用される。これは大きな放射線損傷を引き起こし、それを回復しなければならない。この方法は、PAC法に属するPADで使用される。

## 研究所
現在世界最大のPAC研究所はCERNのISOLDEにあり、約10台のPAC装置が設置されている。ISOLDEでは、ブースターから陽子をターゲット物質（炭化ウラン、液体スズなど）に照射し、核破砕生成物を高温（最高2000 °C）で蒸発させ、イオン化し、加速することによって放射性イオンビームを生成する。その後の質量分離により、非常に純粋な同位体ビームを生成することができ、これをPAC試料に注入することができる。PACにとって特に興味深いのは、111mCd、199mHg、204mPb、各種希土類プローブなどのような短寿命異性体プローブである：

## 理論

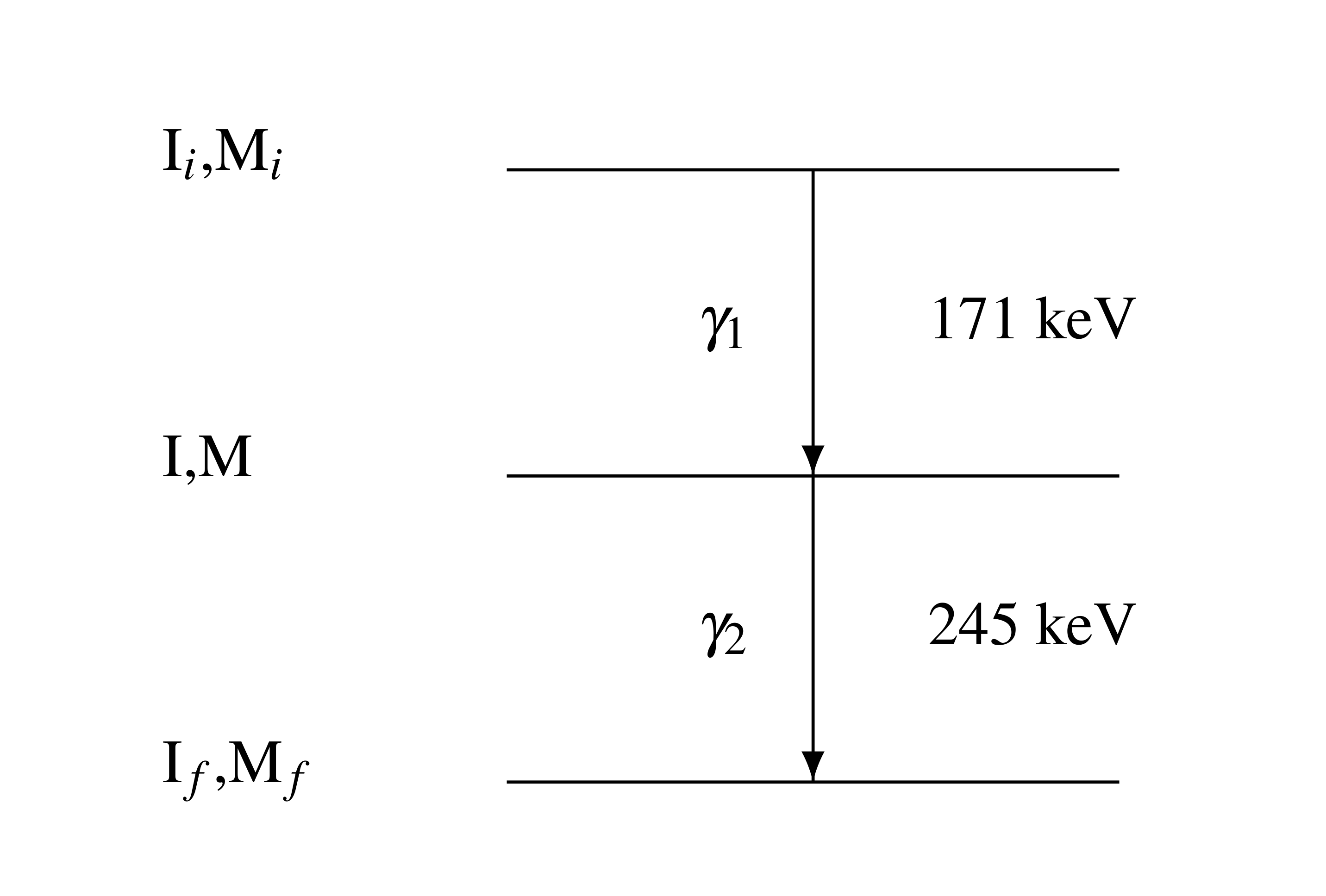
中間寿命の一般的なγ-γカスケード

1番目のガンマ線({\displaystyle \gamma _{1},k_{1}})は等方的に放出される。このγ線を検出器で検出すると、多数の可能な方向から指定された配向を持つ部分集合が選択される。2番目のガンマ線({\displaystyle \gamma _{2},k_{2}})は非等方的に放出され角相関現象を示す。ゴールは、{\displaystyle \gamma _{1}}に続いて角度{\displaystyle \Theta }で放出された{\displaystyle \gamma _{2}}の相対確率を示す角相関係数{\displaystyle W(\Theta )}を測定することである：
{\displaystyle W(\Theta )=\sum _{k}^{k_{max}}A_{kk}P_{k}cos(\Theta )}
{\displaystyle \gamma }-{\displaystyle \gamma }カスケードにおいて、{\displaystyle k}はパリティの保存則により制約を受ける:
{\displaystyle 0<k<{\textrm {min}}(2I,2L_{1},2L_{2})}
ここで、{\displaystyle P_{k}}はルジャンドル多項式、{\displaystyle I}は中間状態の核スピン、{\displaystyle L_{1}},{\displaystyle L_{2}}はそれぞれ1番目と2番目のガンマ線の角運動量である。
{\displaystyle A_{kk}}は角相関係数であり、プローブ核種の遷移や中間状態の角運動量に依存する。
試料中の放射性核種は壊変によって2つのガンマ線を放出する。中間状態の寿命（{\displaystyle \gamma _{1}} と{\displaystyle \gamma _{2}}の間の時間）において、原子核は磁場や電場環境との超微細相互作用による擾乱を受ける。この擾乱は角相関を変化させる：
{\displaystyle W(\Theta )=\sum _{k}^{k_{max}}A_{kk}G_{kk}}
{\displaystyle G_{kk}}は摂動係数である。電磁的相互作用によって、中間状態の角運動量{\displaystyle I}は対称軸を中心としたトルクを受ける。これは量子学的には相互作用がM状態の分布変動をもたらしたことを意味する。2番目のガンマ線{\displaystyle \gamma _{2}}は中間状態からの遷移で放出される。この分布の変動が角相関の減衰の原因となる。
外部磁場{\displaystyle {\vec {B}}}かつ/または中間状態{\displaystyle I}と、原子核の磁気双極子モーメント{\displaystyle {\vec {\nu }}}との間で相互作用が発生する。原子核の電気四極子モーメントと電場勾配{\displaystyle V_{zz}}との間にも相互作用が発生する。

### 磁気双極子相互作用
磁気双極子相互作用の場合、磁場{\displaystyle {\vec {B}}}軸周りの核スピンの歳差運動の周波数は次のようになる：
{\displaystyle \omega _{L}={\frac {g\mu _{N}B}{\hbar }}}
{\displaystyle \Delta E=\hbar \omega _{L}=-g\mu _{N}B}
{\displaystyle g}はランデのg因子、{\displaystyle \mu _{N}}は核磁子である。
{\displaystyle N=M-M'}とおくと:
{\displaystyle E_{magn}(M)-E_{magn}(M')=-(M-M')g\mu _{N}B_{z}=N\hbar \omega _{L}}
一般的な理論から次のようになる:
{\displaystyle G_{k_{1}k_{2}}^{NN}={\sqrt {(2k_{1}+1)(2k_{2}+1)}}\cdot e^{-iN\omega _{L}t}\times \sum _{M}{\begin{pmatrix}I&I&k_{1}\\M'&-M&N\\\end{pmatrix}}{\begin{pmatrix}I&I&k_{2}\\M'&-M&N\\\end{pmatrix}}}
磁気的相互作用は以下のようになる:
{\displaystyle G_{k_{1}k_{2}}^{NN}=e^{\left({-iN\omega _{L}t}\right)}}

### 静的な電気四極子相互作用
原子核の電荷分布と核外の静電場との間の超微細電気的相互作用のエネルギーは多極子まで拡張できる。単極子項はエネルギーシフトを起こすだけで、双極子項は消えるので、最初に関連する展開項は四極子項となる：
{\displaystyle E_{Q}=\sum _{ij}Q_{ij}V_{ij}}     {\displaystyle i,j=1,2,3}
これは四極子モーメント{\displaystyle Q_{ij}} と電場勾配{\displaystyle V_{ij}}の積として書くことができる。テンソルはどちらも2次である。より高次のものはPACで測定するには効果が小さすぎる。
電場勾配は電気ポテンシャル{\displaystyle \Phi ({\vec {r}})}の2階微分である：
{\displaystyle V_{ij}={\frac {\partial ^{2}\Phi ({\vec {r}})}{\partial x_{i}\partial x_{j}}}={\begin{pmatrix}V_{xx}&0&0\\0&V_{yy}&0\\0&0&V_{zz}\\\end{pmatrix}}}
{\displaystyle V_{ij}}は対角化され:
{\displaystyle |V_{zz}|\geq |V_{yy}|\geq |V_{xx}|}
行列は主軸系にトレースがない (ラプラス方程式)
{\displaystyle V_{xx}+V_{yy}+V_{zz}=0}
一般的に、電界勾配は最も大きなものを{\displaystyle V_{zz}}として、{\displaystyle \eta }で定義される:
{\displaystyle \eta ={\frac {V_{yy}-V_{xx}}{V_{zz}}}},        {\displaystyle 0\leq \eta \leq 1}
立方晶では、単位格子のx,y,zの軸パラメーターは等しい。ゆえに：
{\displaystyle V_{zz}=V_{yy}=V_{xx}} and {\displaystyle \eta =0}
軸対称な系では{\displaystyle \eta =0}である。
軸対称な電場勾配において、サブレベルのエネルギー値は次のようになる：
{\displaystyle E_{Q}={\frac {eQV_{zz}}{4I(2I-1)}}\cdot (3m^{2}-I(I+1))}
2つのサブレベル{\displaystyle M}と{\displaystyle M'}間のエネルギー差は以下である:
{\displaystyle \Delta E_{Q}=E_{m}-E_{m'}={\frac {eQV_{zz}}{4I(2I-1)}}\cdot 3|M^{2}-M'^{2}|}
電気四重極周波数{\displaystyle \omega _{Q}}を導入する。以下の色付きの式は特に重要である。

{\displaystyle \omega _{Q}={\frac {eQV_{zz}}{4I(2I-1)\hbar }}={\frac {2\pi eQV_{zz}}{4I(2I-1)h}}={\frac {2\pi \nu _{Q}}{4I(2I-1)}}}

{\displaystyle \nu _{Q}={\frac {eQ}{h}}V_{zz}={\frac {4I(2I-1)\omega _{Q}}{2\pi }}}

{\displaystyle e}は電荷素量、{\displaystyle h}はプランク定数であり、その値は精密に定義または測定されている。出版物では{\displaystyle \nu _{Q}}がリストされることが多い。なぜなら、原子核の電気四極子モーメント{\displaystyle Q}は大抵非常に不正確に（しばしば2-3桁で）決定されるからである。{\displaystyle V_{zz}}だけを求めるのも誤差伝播のため有用ではない。
加えて、{\displaystyle \nu _{Q}}はスピンに依存しない。このことは、199mHg(5/2−), 197mHg(5/2−)、201mHg(9/2−)のような同じ元素の異なる同位体の測定結果が比較可能であることを意味する。さらに言えば、{\displaystyle \nu _{Q}}は「指紋」のように用いられる。
エネルギー差は以下のように表される：
{\displaystyle \Delta E_{Q}=\hbar \omega _{Q}\cdot 3|m^{2}-m'^{2}|}
もし{\displaystyle \eta =0}であるとき:
{\displaystyle \omega _{n}=n\cdot \omega _{0}}
ここで:
{\displaystyle \omega _{0}={\textrm {min}}\left({\frac {\Delta E_{Q}}{\hbar }}\right)}
整数スピンを適用すると:
{\displaystyle \omega _{0}=3\cdot \omega _{Q}}         and          {\displaystyle n=|M^{2}-M'^{2}|}
半整数スピンを適用すると:
{\displaystyle \omega _{0}=6\cdot \omega _{Q}}          and          {\displaystyle n={\frac {1}{2}}|M^{2}-M'^{2}|}
摂動係数は以下である:
{\displaystyle G_{k_{1}k_{2}}^{NN}=\sum _{n}s_{nN}^{k_{1}k_{2}}\cos {(n\omega _{Q}^{0}t)}}
観察される周波数の確率因子は:
{\displaystyle s_{nN}^{k_{1}k_{2}}={\sqrt {(2k_{1}+1)(2k_{2}+1)}}\cdot \sum _{M,M'}{\begin{pmatrix}I&I&k_{1}\\M'&-M&N\\\end{pmatrix}}{\begin{pmatrix}I&I&k_{2}\\M'&-M&N\\\end{pmatrix}}}
磁気双極子相互作用について考える限り、電気四重極相互作用もまた、時間的に角相関のずれを引き起こし、これが四極子相互作用の周波数を変化させる。この周波数は、異なる遷移周波数{\displaystyle \omega _{n}}の重なりである。様々な成分の相対的な振幅は、検出器に対する電場勾配の向き（対称軸）と非対称パラメータ{\displaystyle \eta }に依存する。異なるプローブ核を持つプローブでは、直接比較できるパラメータが必要である： そこで、核スピン{\displaystyle {\vec {I}}}に依存しない四重極結合定数{\displaystyle \nu _{Q}}が導入さ れる。

### 相互作用の混合
上記のように、放射性原子核に磁気的相互作用と電気的相互作用が同時に存在すると、複合的な相互作用が生じる。これにより、それぞれ観測される周波数が分割される。割り当てなければならない周波数の数が多くなるため、解析は簡単ではないかもしれない。これらはそれぞれの場合、結晶中の電場と磁場の向きに依存する。PACは、これらの方向を決定できる数少ない方法のひとつである。

### 動的な相互作用
もし超微細場が中間準位の寿命{\displaystyle \tau _{n}}の間に、プローブの別の格子位置へのジャンプや近接原子の別の格子位置へのジャンプによって変動すると、相関は失われる。立方対称の歪みのない格子を用いた単純なケースでは、等価な場所{\displaystyle N_{s}}においてジャンプ速度が{\displaystyle \omega _{s}<0.2\cdot \nu _{Q}}の場合、静的{\displaystyle G_{22}(t)}項の指数関数的な減衰が観測される：
{\displaystyle G_{22}^{dyn}(t)=e^{-\lambda _{d}t}G_{22}(t)}            {\displaystyle \lambda _{d}=(N_{s}-1)\omega _{s}}
ここで{\displaystyle \lambda _{d}}という定数が定義されるが壊変定数{\displaystyle \lambda ={\frac {1}{\tau }}}と混同してはならない。{\displaystyle \omega _{s}}がとても大きい時には純粋な指数関数減衰が見られる:
{\displaystyle G_{22}^{dyn}(t)=e^{-\lambda _{d}t}}
もし{\displaystyle \omega _{s}>3\nu _{Q}}ならば:
{\displaystyle \lambda _{d}\approx {\frac {2.5\nu _{Q}^{2}}{N_{s}\omega _{s}}}}

### 後遺効果

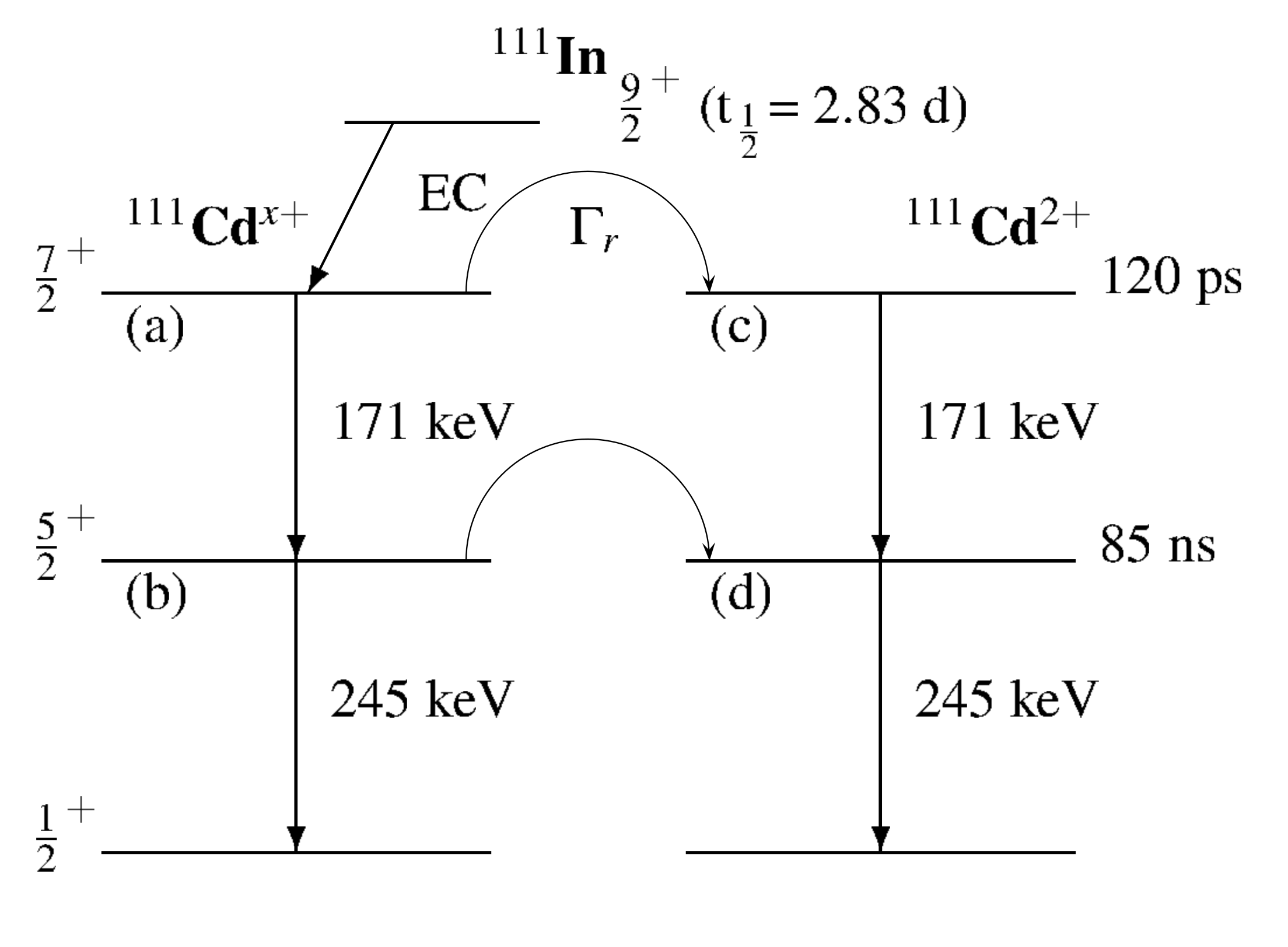
^{111}In→^{111}Cdの壊変図式。静的なCd^{2+}と動的な高イオン化状態Cd^{x+}という2つの初期占有確率が描かれている。

通常、{\displaystyle \gamma }-{\displaystyle \gamma }カスケードに先んじて壊変した原子核は、イオン結晶において（In3+→Cd2+のような）電荷変化を引き起こす。その結果、格子はこれらの変化に対応しなければならない。欠陥や隣接イオンが移動することもある。同様に、高エネルギー遷移プロセスは、原子核をより高いイオン化状態にするオージェ効果を引き起こす可能性がある。電荷状態の安定化は、材料の導電率に依存する。金属では、このプロセスは非常に迅速に行われる。半導体や絶縁体ではかなり時間がかかる。これらすべてのプロセスにおいて、超微細磁場が変化する。この変化が{\displaystyle \gamma }-{\displaystyle \gamma }カスケードの遷移中に起きた場合、後遺効果として観測されることがある。
右図の状態(a)にある原子核は状態(b)と状態(c)へと遷移する：
{\displaystyle \mathrm {d} N_{a}=-N_{a}\left(\Gamma _{r}+{\frac {1}{\tau _{7/2}}}\right)\mathrm {d} t}
{\displaystyle \tau _{7/2}={\frac {120{\textrm {ps}}}{\ln {2}}}}
上式から指数関数を得る:
{\displaystyle N_{a}(t)=N_{a_{0}}\cdot e^{\left({-(\Gamma _{r}+{\frac {1}{\tau _{7/2}}})t}\right)}}
状態(c)にある原子核の総数は以下である:
{\displaystyle N_{c}(t)=\Gamma _{r}\int \limits _{0}^{t}N_{a}(t)\mathrm {d} t=N_{0}{\frac {\Gamma _{r}\tau _{7/2}}{\Gamma _{r}\tau _{7/2}+1}}\left(1-e^{-(\Gamma _{r}+{\frac {1}{\tau _{7/2}}})t}\right)}
静的環境と動的環境における初期占有確率{\displaystyle \rho }:
{\displaystyle \rho _{stat}={\frac {\Gamma _{r}\tau _{7/2}}{\Gamma _{r}\tau _{7/2}+1}}}
{\displaystyle \rho _{dyn}={\frac {1}{\Gamma _{r}\tau _{7/2}+1}}}

### 一般的な理論

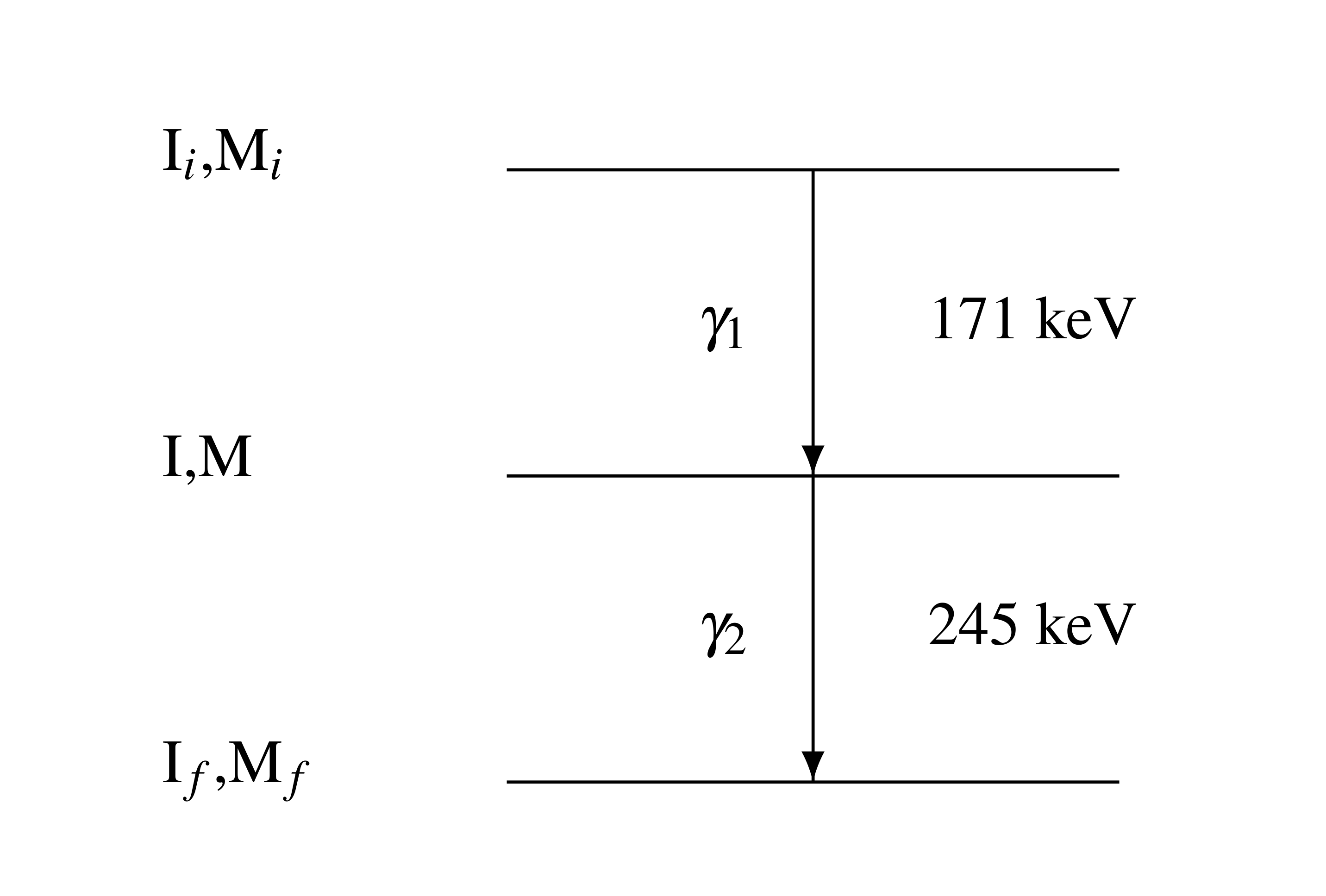
General γ-γ-cascade with life-time of the intermediate state.

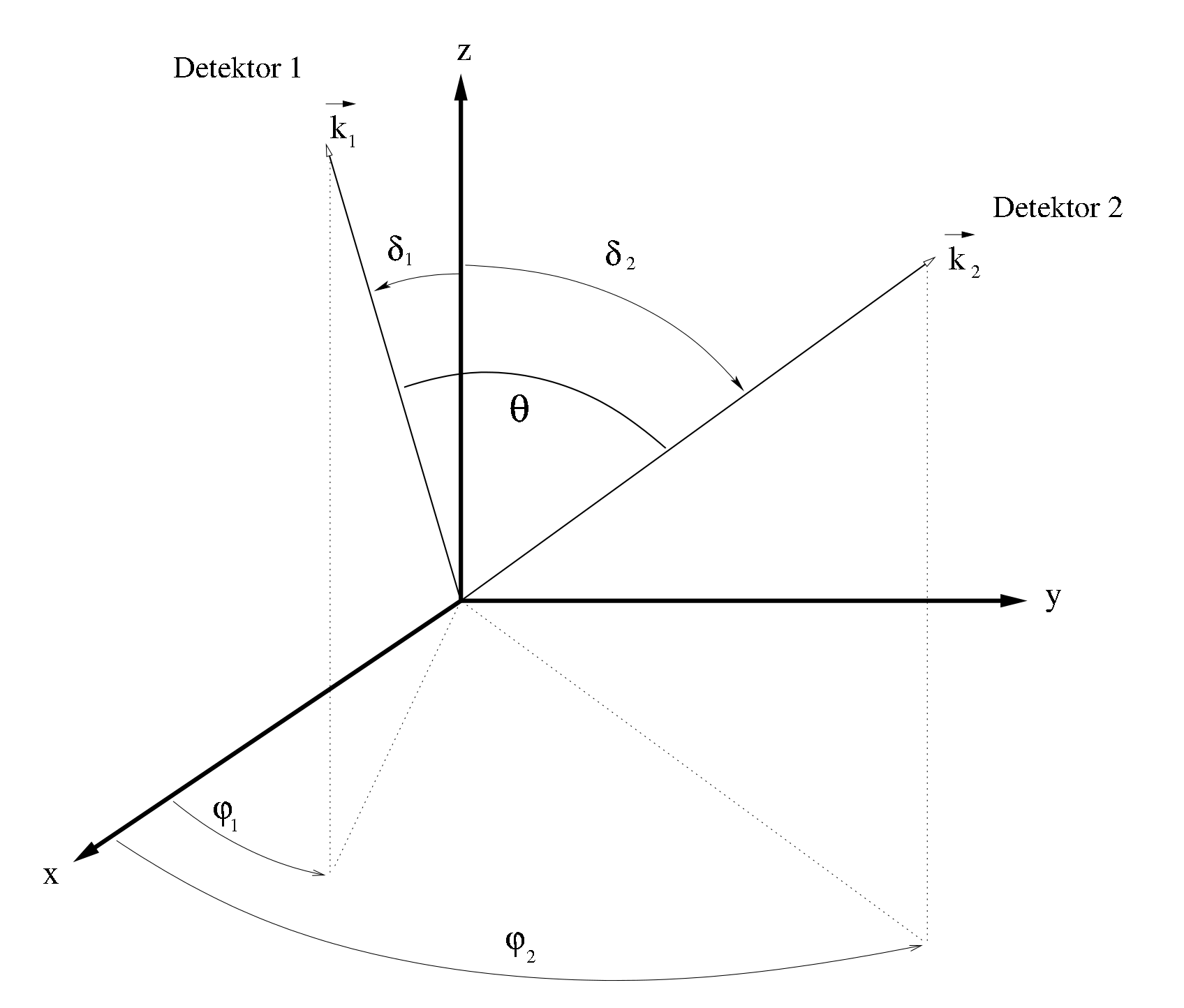
Detector angles

遷移{\displaystyle M_{i}\rightarrow M_{f}}の一般的理論は以下である:
{\displaystyle W(M_{i}\rightarrow M_{f})=\left|\sum _{M}\langle M_{f}|{\mathcal {H}}_{2}|M\rangle \langle M|{\mathcal {H}}_{1}|M_{i}\rangle \right|^{2}}
{\displaystyle W({\vec {k}}_{1},{\vec {k}}_{2})=\sum _{M_{i},M_{f},\sigma _{1},\sigma _{2}}\left|\sum _{M}\langle M_{f}|{\mathcal {H}}_{2}|M\rangle \langle M|{\mathcal {H}}_{1}|M_{i}\rangle \right|^{2}}
{\displaystyle W({\vec {k}}_{1},{\vec {k}}_{2})=W(\Theta )=\sum _{k_{gerade}}^{k_{max}}A_{k}(1)A_{k}(2)P_{k}(\cos {\Theta })}
{\displaystyle 0\leq k\leq {\textrm {min}}(2I,l_{1}+l_{1}',l_{2}+l_{2}')}
{\displaystyle W(\Theta ,t)=\sum _{k=2,4}A_{kk}P_{k}(\cos {\Theta })}
{\displaystyle |M_{a}\rangle \rightarrow \Lambda (t)|M_{a}=\sum _{M_{b}}|M_{b}\rangle \langle M_{b}|\Lambda (t)|M_{a}\rangle }
{\displaystyle W({\vec {k}}_{1},{\vec {k}}_{2},t)=\sum _{M_{i},M_{f},\sigma _{1},\sigma _{2}}\left|\sum _{M_{a}}\langle M_{f}|{\mathcal {H}}_{2}\Lambda (t)|M_{a}\rangle \langle M_{a}|{\mathcal {H}}_{1}|M_{i}\rangle \right|^{2}=\langle \rho ({\vec {k}}_{2})\rangle _{t}}
{\displaystyle W({\vec {k}}_{1},{\vec {k}}_{2},t)=\sum _{k_{1},k_{2},N_{1},N_{2}}A_{k_{1}}(1)A_{k_{2}}(2){\frac {1}{\sqrt {(2k_{1}+1)(2k_{2}+1)}}}\times Y_{k_{1}}^{N_{1}}(\Theta _{1},\Phi _{1})\cdot Y_{k_{2}}^{N_{2}}(\Theta _{2},\Phi _{2})G_{k_{1}k_{2}}^{N_{1}N_{2}}(t)}
ここで:
{\displaystyle G_{k_{1}k_{2}}^{N_{1}N_{2}}=\sum _{M_{a},M_{b}}(-1)^{2I+M_{a}+M_{b}}{\sqrt {(2k_{1}+1)(2k_{2}+)}}\times \langle M_{b}|\Lambda (t)|M_{a}\rangle \langle M_{b}'|\Lambda (t)|M_{a}'\rangle ^{*}\times {\begin{pmatrix}I&I&k_{1}\\M_{a}'&-M_{a}&N_{1}\end{pmatrix}}{\begin{pmatrix}I&I&k_{2}\\M_{b}'&-M_{b}&N_{2}\end{pmatrix}}}